# Folke Eriksson (konstnär)
Karl Gustaf Folke Eriksson, född den 9 februari 1913 i Kungsholms församling i Stockholm, död den 18 maj 1992 i Bankeryds församling i Jönköpings kommun, var en svensk tecknare, grafiker, skulptör, porträttmålare och uppfinnare.

## Biografi
Folke Eriksson var son till polisen Edvard Eriksson och Amanda Andersson och från 1949 gift med Ingrid Marianne Söderström.
Eriksson var elev vid Otte Skölds målarskola åren 1933–1934 och studerade vid Kungliga Konstakademien 1934–1940 samt under studieresor till Frankrike och Spanien. I sin ungdom var han assistent åt muralmålaren Olle Hjortzberg. Han medverkade i samlingsutställningar på Svensk-franska konstgalleriet, Sveriges allmänna konstförening och Lidköpings konstförening.
Eriksson arbetade mest med figurmotiv i olja, grafik och mosaik, som illustratör illustrerade han Wilhelm Forsbergs Jag vill skriva för dig och Robert Louis Stevenson Den svarta pilen. Han konstruerade även sällskapsspel. Pärlspelet gav honom guldmedalj för nytt spelsystem vid den internationella uppfinnarmässan i Bryssel 1970. Eriksson var också en av upphovsmännen bakom sällskapsspelet Sjörövarön från 1955.
Folke Eriksson finns representerad på Moderna Museet  i Stockholm samt i Statens konstråd, Gustav VI Adolfs samling, landsting, kommuner och privata samlingar.
Bland hans offentliga arbeten märks en al fresco-målning för Statens hantverksinstitut och dekorationsmålning av Handelsbankens kontor i Nyköping, Saab-Ana, Linköping, Kungsängsskolan (sedermera nedmonterad), Jönköping, Dalvik, Jönköping, Folkets Hus, Huskvarna, Bankeryds Församlingshem, Stockholms stads Gatukontor, Hults kyrka, m. fl.